# Elvan Abeylegesse
Elvan Abeylegesse (née Hewan Abeye le 11 septembre 1982 à Addis-Abeba en Éthiopie) est une athlète turque, pratiquant la course de fond. Elle décroche deux médailles d'or aux championnats d'Europe de Barcelone en 2010 sur 5 000 m et 10 000 m.

## Carrière d'athlète
Après une compétition avec l'équipe junior d'Éthiopie, elle est invitée en Turquie. Elle y découvre des conditions sans égal avec son pays et décide de s'y installer. Elle obtient la nationalité turque après un mariage, devenant Elvan Can. Elle reprendra son nom de Elvan Abeylegesse après son divorce.
Elle atteint peu à peu le niveau mondial lors de l'année 2003, où elle remporte le grand prix final de l'IAAF à Monaco. Puis, en 2004, elle bat le record du monde du 5 000 mètres lors du meeting Golden League du Bislett, qui a lieu cette année-là à Bergen en raison de la reconstruction du stade du Bislett.
Lors des Jeux olympiques de 2004, elle ne termine que 12e de la finale du 5 000 mètres.
En 2010, lors des Championnats d'Europe d'athlétisme, elle devient, à 27 ans, championne d'Europe du 10 000 m en 31 min 10 s 23. Elle décroche également la médaille d'argent du 5 000 m, avant de récupérer quelques années plus tard la médaille d'or à la suite du déclassement pour dopage de sa compatriote Alemitu Bekele.
En août 2015, l'IAAF annonce qu'elle a réexaminé les données biologiques de 28 athlètes ayant participé aux championnats du monde 2005 et 2007 : testée au stanozolol, Abeylegesse est retirée de la liste des Turcs convoqués pour les championnats du monde de 2015 et risque de perdre ses médailles remportées en 2007 et 2008,. L'IAAF lui retire les médailles le 29 mars 2017 et la suspend jusqu'au 28 septembre 2017. Elle conserve malgré tout ses deux titres européens de 2010 ainsi que sa médaille de bronze européenne de 2006.

## Palmarès
| Date | Compétition                            | Lieu              | Résultat | Épreuve       | Temps           |
| ---- | -------------------------------------- | ----------------- | -------- | ------------- | --------------- |
| 1999 | Championnats du monde cadets           | Bydgoszcz         | 5e       | 3 000 m       | 9 min 08 s 29   |
| 1999 | Championnats d'Europe juniors          | Riga              | 2e       | 5 000 m       | 16 min 06 s 40  |
| 2000 | Championnats du monde juniors          | Santiago du Chili | 6e       | 3 000 m       | 9 min 28 s 20   |
| 2000 | Championnats du monde juniors          | Santiago du Chili | 6e       | 5 000 m       | 16 min 33 s 77  |
| 2001 | Championnats des Balkans en salle      | Le Pirée          | 2e       | 3 000 m       | 9 min 08 s 82   |
| 2001 | Championnats d'Europe juniors          | Grosseto          | 1re      | 3 000 m       | 8 min 53 s 42   |
| 2001 | Championnats d'Europe juniors          | Grosseto          | 1re      | 5 000 m       | 15 min 21 s 12  |
| 2001 | Jeux méditerranéens                    | Tunis             | 3e       | 10 000 m      | 32 min 29 s 20  |
| 2002 | Championnats d'Europe                  | Munich            | 7e       | 5 000 m       | 15 min 24 s 41  |
| 2002 | Finale du Grand Prix IAAF              | Paris             | 8e       | 3 000 m       | 9 min 01 s 50   |
| 2003 | Championnats du monde                  | Paris             | 5e       | 5 000 m       | 14 min 53 s 56  |
| 2003 | Finale mondiale de l'athlétisme        | Monaco            | 1re      | 5 000 m       | 14 min 56 s 25  |
| 2004 | Jeux olympiques                        | Athènes           | 8e       | 1 500 m       | 4 min 00 s 67   |
| 2004 | Jeux olympiques                        | Athènes           | 12e      | 5 000 m       | 15 min 12 s 64  |
| 2004 | Finale mondiale de l'athlétisme        | Monaco            | 1re      | 5 000 m       | 14 min 59 s 19  |
| 2006 | Championnats d'Europe                  | Göteborg          | 3e       | 5 000 m       | 14 min 58 s 29  |
| 2006 | Championnats d'Europe                  | Göteborg          | finale   | 10 000 m      | DNF             |
| 2007 | Championnats du monde de cross-country | Mombasa           | 28e      | séniors       | 29 min 26 s     |
| 2007 | Championnats du monde                  | Osaka             | finale   | 5 000 m       | DQ (dopage)     |
| 2007 | Championnats du monde                  | Osaka             | finale   | 10 000 m      | DQ (dopage)     |
| 2008 | Jeux olympiques                        | Pékin             | finale   | 5 000 m       | DQ (dopage)     |
| 2008 | Jeux olympiques                        | Pékin             | finale   | 10 000 m      | DQ (dopage)     |
| 2009 | Jeux méditerranéens                    | Pescara           | finale   | 10 000 m      | DQ (dopage)     |
| 2009 | Championnats du monde                  | Berlin            | finale   | 10 000 m      | DQ (dopage)     |
| 2010 | Semi-marathon de Ras el Khaïmah        | Ras el Khaïmah    | 1re      | Semi-marathon | 1 h 07 min 07 s |
| 2010 | Championnats d'Europe par équipes      | Bergen            | 1re      | 5 000 m       | 15 min 09 s 31  |
| 2010 | Championnats d'Europe                  | Barcelone         | 1re      | 5 000 m       | 14 min 54 s 44  |
| 2010 | Championnats d'Europe                  | Barcelone         | 1re      | 10 000 m      | 31 min 10 s 23  |
| 2010 | Coupe continentale                     | Split             | 4e       | 5 000 m       | 16 min 10 s 36  |
| 2013 | Semi-marathon de Nice                  | Nice              | 1re      | Semi-marathon | 1 h 10 min 32 s |
| 2013 | Jeux méditerranéens                    | Mersin            | 2e       | 10 000 m      | 32 min 59 s 30  |
| 2013 | Marathon d'Istanbul                    | Istanbul          | 2e       | Marathon      | 2 h 29 min 30 s |
| 2014 | Championnats du monde de semi-marathon | Copenhague        | 58e      | Semi-marathon | 1 h 15 min 58 s |
| 2014 | Championnats d'Europe                  | Zurich            | 5e       | Marathon      | 2 h 29 min 46 s |
| 2014 | Marathon d'Istanbul                    | Istanbul          | 4e       | Marathon      | 2 h 32 min 15 s |
| 2015 | Marathon de Londres                    | Londres           | —        | Marathon      | DNF             |
| 2018 | Jeux méditerranéens                    | Tarragone         | 4e       | Semi-marathon | 1 h 18 min 47 s |

Record
- record du monde du 5 000 mètres en 14 min 24 s 68 en 2004 à Bergen.